# Draugr
Draugr o draug (original plural nórdico antiguo: draugar, o draugen en noruego, sueco y danés, significa "el draug"), también conocido como aptrgangr (literalmente "el que camina de nuevo", o "el que camina después de la muerte"), es una criatura clasificada como un no muerto en la mitología nórdica. El significado original de la palabra en nórdico antiguo es fantasma, y la literatura medieval distingue claramente los draug del mar y los draug terrestres. Los escandinavos contemporáneos pensaban que vivían en las tumbas de los guerreros vikingos, usando los cuerpos de los difuntos. Como los sepulcros de los hombres importantes contenían gran riqueza, los draugr guardaban celosamente sus tesoros, incluso tras la muerte. El cognado en inglés antiguo era dréag ("aparición", "fantasma"). La palabra gaélica dréag o driug cuyo significado es "portento", "meteoro" procede del inglés antiguo y/o del mismo nórdico antiguo.

## Perfil
Los draugar poseen fuerza sobrehumana, pueden crecer de tamaño a voluntad y llevan consigo el hedor inconfundible de la putrefacción. La habilidad de crecer a voluntad es proporcional al incremento de peso, y el peso de un draugr se describe como extremadamente pesado. El personaje de Thorolf en la saga Eyrbyggja era un ser «incorrupto, de fea apariencia <…> hinchado del tamaño de un buey», y su cuerpo era tan pesado que no podía ser alzado sin palancas. También destaca su capacidad de levantarse de la tumba con apariencia de humo y moverse a través de roca sólida, lo que sería útil para salir de sus tumbas:
Entonces Olaf trató de agarrar a Hrapp, pero Hrapp se hundió en la tierra donde había permanecido en pie y ese fue el final de su encuentro.
En el folclore los draugar matan a sus víctimas usando varios métodos, aplastándolos con su cuerpo voluminoso, devorando su carne o tragándolos enteros en sus formas más enormes, también indirectamente volviendo locas a sus presas o bebiendo su sangre. Los animales que comen cerca de una tumba de un draugr pueden verse inmersos en la locura por la influencia de la criatura, y pueden morir. Thorolf de la saga Eyrbyggja, por ejemplo, mataba a los pájaros que revoloteaban sobre su montículo y caían muertos sobre el sepulcro. Pueden también inducir a la demencia.
Las víctimas draugr no se limita a los intrusos en su sepulcro. Los fantasmas itinerantes diezman el ganado llevando a la muerte los animales, medio desollados. Los pastores, cuyo deber los mantiene en la intemperie por la noche, también son objetivos del hambre y el odio de los no muertos:
Los bueyes que habían sido utilizados para transportar el cuerpo de Thorolf fueron inducidos a la muerte por los demonios, y todos los animales que se acercaban a su tumba se volvían locos y aullaban hasta morir. El pastor de Hvammr a menudo volvía corriendo a su casa perseguido por Thorolf. Un día que el otoño ni ovejas ni pastor regresó a la granja.
Los draugr también resaltan por sus habilidades mágicas (artes conocidas como trollskap) parecidas a las de brujas y magos vivos como cambiar de forma, controlar el clima, predecir el futuro. 
 Entre las criaturas que un draugr puede tomar son las focas, un gran toro desollado, un caballo gris con el lomo partido, pero sin orejas o cola, y un gato asentado en el pecho de una persona dormida y crecer constantemente hasta asfixiar a su víctima por el exceso de peso. Los draugr también pueden tomar formas gatunas (kattakyn) como se cita en Hrómundar saga Gripssonar:
Entonces Thrain se convirtió en un trol, y el túmulo se llenó de un hedor horrible, y clavó sus garras en la parte posterior del cuello de Hromund, arrancando la carne de sus huesos...
Los draugr pueden interferir en los sueños de los vivos y maldecir a su víctima, como se muestra en la saga de Grettir, donde Grettir Ásmundarson es maldecido a no ser más fuerte y arrastar su desgraciado destino hasta la muerte. También pueden llevar la enfermedad a un pueblo y pueden traer la oscuridad en horas diurnas. Mientras que el draugr ciertamente prefiere la noche para su actividad, aparentemente no parece que sea vulnerable a la luz como otros seres parecidos. La presencia de un draugr puede ser evidente con la aparición de una intensa luminosidad que brilla desde el sepulcro en el montículo. Este fulgor formaría una barrera entre la tierra de los vivos y de los muertos.
La razón, el nacimiento o la creación de un draugr no está clara, pero la saga Eyrbyggja menciona a un pastor que fue asesinado por un draugr y resucita a la noche siguiente como uno de ellos. El draugr también se muestra como una maldición para su familia viva.
Algunos draugr son inmunes a las armas convencionales, y solo un héroe tiene la fuerza y el coraje necesarios para soportar a tan formidable oponente. En las leyendas, el héroe a menudo tienen que luchar con los draugr regresando a su tumba, lo que es contraproducente, ya que las armas no servirían de nada. Un buen ejemplo de este tipo de lucha se encuentra en Hrómundar saga Gripssonar. Aunque el hierro pudiera dañar a un draugr, para una criatura con poderes sobrenaturales no sería suficiente para detenerlo. Algunas veces el héroe debe tomar medidas no convencionales para acabar con la criatura. El método preferido es decapitarla, quemar el cuerpo, y lanzar las cenizas al mar; una forma de enfatizar y asegurar que el draugr ha muerto y se ha ido para siempre.
A los draugr también se les conocía como hel-blár («muerte-negra») o nár-fölr («cadáver-pálido»). La "muerte-negra" no es un color uniforme ni concreto. Glámr, el pastor no muerto de la saga de Grettir ofrecía un color azul oscuro y en la saga de Laxdœla los huesos de una hechicera muerta que aparecía en sueños fueron desenterrados y eran de una "apariencia azul y malvada."
El lugar de reposo para los draugr es una tumba que sirve también como espacio factible para sus propósitos; pueden dejar su morada para visitar a los vivos durante la noche. Esas visitas suelen ser acontecimientos terroríficos que a menudo finalizan en la muerte de una o más personas y que precisa la ayuda de un héroe capaz de enfrentarse a la criatura tras la exhumación. El propósito que motiva a un draugr es principalmente la codicia y los celos. La codicia de un draugr le lleva a atacar visceralmente a los ladrones de tumbas, pero a un draugr también le devora los celos por los vivos, anhelando las cosas de la vida que alguna vez tuvo. Este concepto aparece claramente en Friðþjófs saga hins frœkna, donde un rey moribundo declara:
Mi túmulo se levantará al lado de la ría. Y no será más que una corta distancia entre Thorsteinn y yo, porque es así que debe llamarse el uno al otro.
El deseo por la amistad experimentada en vida es otro aspecto de la manifestación de un draugr. El draugr exhibe un apetito casi insaciable, como se muestra en el encuentro entre Aran y Asmund, hermanos de armas que hicieron un juramento: si uno de los dos moría, el otro haría una vigilia de tres días dentro del sepulcro en el montículo. Aran muere, y Asmund lleva sus posesiones al túmulo; estandartes, armadura, su halcón, su sabueso y el caballo:
Durante la primera noche, Aran se levantó de su lecho y mató al halcón, al sabueso, y se los comió. En la segunda noche volvió a levantarse, y mató al caballo y lo partió en varios pedazos; entonces dio grandes mordiscos a la carne del caballo con sus dientes, la sangre se derramaba por su boca mientras comía… La tercera noche Asmund estaba somnoliento y lo primero que advirtió es que Aran le había agarrado por las orejas y se las arrancó.

## Formas de prevención
Tradicionalmente, para evitar que un fallecido se convierta en draugr, se colocan un par de tijeras de hierro abiertas sobre el pecho de la persona fallecida recientemente, y paja o ramas ocultas entre sus ropajes. Atar los dedos gordos de los pies o clavar agujas a través del calzado para evitar que vuelvan a caminar. La tradición también mantiene que el sarcófago debe ser izado y bajado, tres veces en tres direcciones diferentes para confundir el sentido de orientación del draugr. Pero el medio más eficaz de impedir el regreso de los muertos era la puerta del cadáver. Se construye una puerta, a través de la cual entra el cadáver con los pies por delante con personas que lo rodean para que el difunto no pueda ver por dónde iba. La puerta entonces se tapa hacia arriba para evitar un retorno. Se especula que esta creencia se inició en Dinamarca y se extendió en toda la cultura nórdica. La creencia se basaba en la idea de que los muertos sólo entran por el mismo acceso que sirvió para su partida.
En la saga Eyrbyggja los draugr infestan el hogar del islandés Kjartan que elimina mediante una «puerta-maldita», lo que se llamaría hoy un juicio por delitos menores. Uno a uno los draugr fueron convocados en la puerta-maldita y sentenciados, y fueron obligados a abandonar la casa por este método, como un legalismo formal. A continuación la casa fue purificada con agua bendita para asegurarse de que nunca más regresarían.

## Criaturas similares
Una variedad de draugr es el haugbui. El haugbui (del nórdico antiguo: haugr, que significa "túmulo" o "montículo"), se diferencia del draugr porque solo habita dentro de su recinto mortuorio, es incapaz de salir de su sepulcro y solo ataca a aquellos que ofenden su intimidad. Es raro encontrar un haugbui lejos de su lugar de entierro y es un tipo de no muertos abundante en material de las sagas nórdicas. Se dice que la criatura puede nadar junto a los barcos o navegar alrededor de ellos dentro de un recipiente parcialmente sumergido, siempre por su cuenta. En algunos relatos, los testigos aseguran que pueden cambiar de forma, tomando aspecto de algas o piedras cubiertas de musgo en las orillas.
Las palabras "dragón" y "draugr" no están lingüísticamente relacionadas. No obstante, la figura de la serpiente como celoso espíritu guardián de los sepulcros de reyes está presente en civilizaciones antiguas. Los dragones que actúan como draugar aparecen en el poema Beowulf y en relatos heroicos de la Edda poética (en la forma de Fafner).

## En la literatura
El umbral del bosque, novela gótica escrita por Patricio Sturlese y ambientanda en el siglo XVII, se centra sobre el mito del vampiro del folclore escandinavo.

## En la cultura popular
Este tipo de criaturas ha aparecido numerosas veces en videojuegos como Skyrim, World of warcraft y God of War, entre otros.[cita requerida]
En el segundo episodio de la segunda temporada de la serie animada Hilda de Polaris, la personaje principal se encuentra con un barco fantasma lleno de Draugr.[cita requerida]